# Hüftgelenk

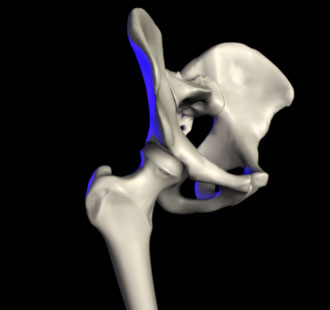
Rechtes Hüftgelenk (Ansicht von vorne-seitlich)

Das Hüftgelenk (lateinisch Articulatio coxae ‚Gelenk der Hüfte‘, über frühneuhochdeutsch hüffte von althochdeutsch huffi, dem Plural zu huf, „Hüfte“, die seitliche Körperpartie unterhalb der Taille) ist nach dem Kniegelenk das zweitgrößte Gelenk der Säugetiere. Der Oberschenkelknochen (Femur) und das Becken (Pelvis) bzw. das Hüftbein bilden dabei die knöchernen Gelenkpartner. Es ist vor allem bei den (menschlichen) Fortbewegungsarten des Gehens, bei dem es im Gegensatz zum Laufen keine Flugphase gibt, eingebunden.

## Knöcherne Strukturen und Gelenkflächen
Die Knochenpartner haben einen sehr engen Kontakt zueinander. Damit auch an den Kontaktflächen eine schmerzfreie und ungestörte Beweglichkeit des Hüftgelenkes stattfinden kann, sind sie (wie alle Gelenkflächen im Körper) mit einer sehr glatten, bläulich-weißlichen Knorpelschicht, dem so genannten hyalinen Knorpel, überzogen.

### Oberschenkelknochen (Femur)

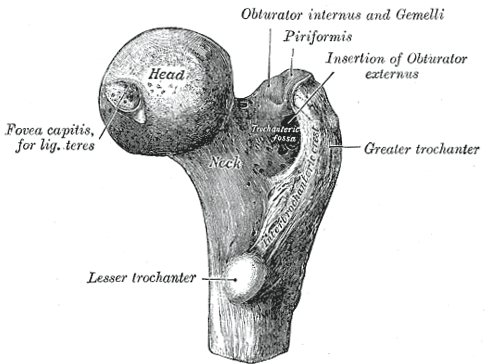
Oberschenkelknochenkopf

Der Oberschenkelknochen bildet am oberen Ende einen großen kugelförmigen Kopf (Caput femoris). Dieser stellt eine relativ regelmäßig gekrümmte Zwei-Drittel-Kugel mit einem Radius von durchschnittlich 2,5 Zentimetern dar. Lediglich der gelenknahe (proximale) Pol formt eine plane Fläche um die Einziehung des Oberschenkelknochenkopfes (Fovea capitis femoris), um die zu übertragende Last von einem Punkt auf einen Ring zu verschieben. Der Oberschenkelknochenkopf ist durchgehend von hyalinem Knorpel überzogen, weist in seinen Hauptbelastungszonen jedoch eine besonders ausgeprägte Schicht von etwa 2,5 bis 3,5 Millimetern auf. Zum Oberschenkelknochenhals (Collum femoris) hin nimmt die Dicke sukzessiv ab.

### Becken (Pelvis)

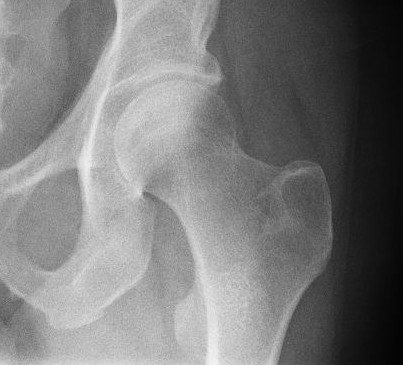
Röntgenbild eines gesunden linken Hüftgelenks

Am Aufbau des Gegenstückes, der Hüftgelenkpfanne (Acetabulum), sind alle drei Beckenknochen beteiligt: Das Dach wird vom Darmbein (Os ilium) gebildet, das Schambein (Os pubis) begrenzt vorne (ventral) und das Sitzbein (Os ischii) hinten-unten (dorsokaudal) den Rand des Beckens mit seiner Vertiefung, das so genannte Acetabulum („Essignäpfchen“).
Stellt man sich die Pfanne als hohle Halbkugel vor, beträgt ihr Radius beim Menschen je nach Körpergröße etwa 2,7 Zentimeter. Eine bogenförmige Faserknorpellippe (Labrum acetabuli bzw. Limbus acetabuli) geht jedoch stellenweise über den Äquator der Halbkugel hinaus und umgreift regelrecht den Oberschenkelknochenkopf. Daher spricht man beim Hüftgelenk auch von einem Nussgelenk (Sonderform des Kugelgelenkes). Zum Schambeinloch (Foramen obturatum) ausstrahlend ist die Pfannenlippe hingegen unterbrochen (Incisura acetabuli), sodass sie eine halbmondförmige Gestalt annimmt. Dieser unterbrochene Teil der Pfanne wird von einem Querband (Ligamentum transversum acetabuli) überbrückt.

## Maße

### CCD-Winkel
Den Winkel, in dem der Oberschenkelknochenkopf in Bezug auf die schalenförmigen Vertiefung am seitlichen Rand des Beckenknochens steiler nach oben verschoben verläuft, nennt man Centrum – Collum – Diaphysen – Winkel (auch CCD-Winkel). Dieser beträgt beim Kind ungefähr 140°, beim Erwachsenen etwa 126° und beim alten Menschen rund 120°.
Da das Hüftgelenk große Kräfte übertragen muss, ist für eine Beurteilung der Achsenverhältnisse zum Beispiel auch die Lage der Gelenkpfanne einzubeziehen. So haben Menschen mit steilen Gelenkpfannen physiologischer Weise auch größere CCD-Winkel. Bei pathologisch großen Werten für den CCD-Winkel liegt das klinische Bild des O-Beines (Coxa valga und Genu varum) vor (zum Beispiel bei Immobilität nach Muskellähmung), da die Körperlast keinen mechanischen Druck auf den Schenkelhals ausübt. Bei einer proportional zu großen Belastung des Oberschenkelknochenhalses kommt es zu einem X-Bein (Coxa vara und Genu valgum). Dies kann bei einer herabgesetzten Widerstandsfähigkeit und damit einer gesteigerten Nachgiebigkeit des Knochens (zum Beispiel bei Rachitis) der Fall sein.

### Antetorsionswinkel
Den Winkel, in dem der Oberschenkelknochenhals in Bezug auf die schalenförmige Vertiefung am seitlichen Rand des Beckenknochens nach vorne verschoben steht, nennt man Antetorsionswinkel. Dieser beträgt beim Kind ca. 30°, beim Erwachsenen ca. 12°. Hieraus resultieren Besonderheiten in der kindlichen Beinstellung (siehe: Najadensitz).

### Hüftwert
Der Hüftwert ist ein Maß für die Ausbildung der Pfanne des Hüftgelenkes, die Ausnutzung der Pfanne durch den Hüftkopf und dessen Lage im Hüftgelenk. Normal gelten beim Erwachsenen Werte bis 15.

## Gelenkkapsel, -flüssigkeit und -raum

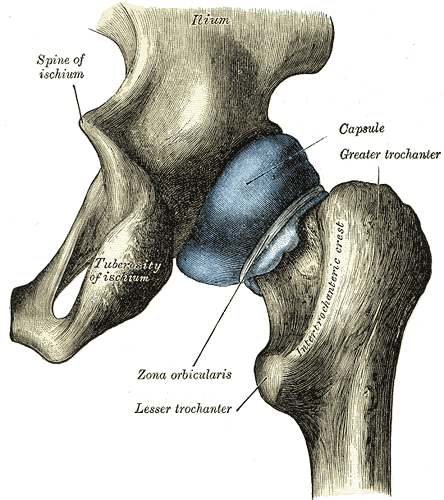
Hüftgelenk (Gelenkkapsel blau)

Umhüllt wird das Hüftgelenk von der kräftigsten Gelenkkapsel des menschlichen Körpers, der straffen Hüftgelenkskapsel (Capsula articularis coxae). Sie wird über innerhalb der Kapsel gelegene Bänder stabilisiert und in der Mitte vom Ringband umgurtet. Bei Pferden und Raubtieren gibt es mit dem Musculus articularis coxae einen kleinen Skelettmuskel, der die Gelenkkapsel strafft.

### Äußere Schicht
Die äußere Schicht der Gelenkkapsel (Membrana fibrosa capsulae) entspringt am Limbus acetabuli und überdeckt trichterförmig fast vollständig den Oberschenkelknochenhals, um vorne an der Linie zwischen den beiden Oberschenkelrollhügeln (Linea intertrochanterica) zu inserieren. Hinten (dorsal) ist die Ansatzlinie etwa fingerbreit oberhalb des Randes (Crista intertrochanterica) zwischen den Oberschenkelknorren (Trochanter major und Trochanter minor) entfernt.

### Innere Schicht
Die innere Schicht der Gelenkkapsel wird als Gelenkinnenhaut (Membrana synovialis capsulae) bezeichnet.
Sie bildet die für die Ernährung des Knorpels wichtige Gelenkflüssigkeit (Synovia). Bewegungen des Hüftgelenks durchmischen die Gelenkflüssigkeit und verbessern dadurch die Aufnahme von Nährstoffen durch die Knorpelzellen (Chondrozyten). Die richtige Menge und Zusammensetzung der Gelenkflüssigkeit ist außerdem für die Schmierung des Hüftgelenkes von entscheidender Bedeutung. Durch sie wird die Reibung der korrespondierenden Knorpelflächen bei der Roll-Gleit-Bewegung minimiert.

### Fettkörper
Das Hüftgelenk besitzt einen Fettkörper (Corpus adiposum), welcher sich in der Hüftpfanne befindet.

### Schleimbeutel
Zwischen der Kapsel und dem Lendenmuskel befindet sich ein Schleimbeutel (Bursa iliopectinea), der meistens mit dem Hüftgelenk in Verbindung steht.

## Bänder

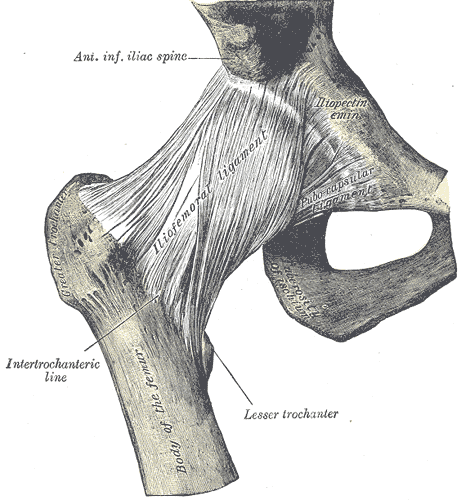
Hüftgelenksbänder rechts (Ansicht von vorne)
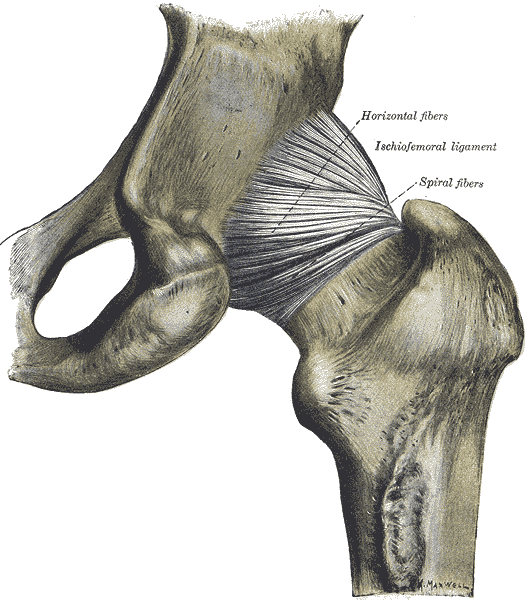
Hüftgelenksbänder rechts (Ansicht von hinten)

Das Hüftgelenk ist mit dem kräftigsten Bandapparat des menschlichen Körpers versehen, da es aufgrund des umfangreichen Bewegungsspielraums auf eine knochenbetonte Roll-Gleitbewegung (Arthrokinematik und Osteokinematik), wie etwa beim Kniegelenk verzichtet.
Die kapselverstärkenden Bänder sind derart schraubenförmig um den Oberschenkelknochenhals gewickelt, dass sie im Stand und in Streckung (Extension) gespannt sind, während sie sich bei Beugung (Flexion) abwickeln. Von jedem der Teilknochen des Hüftgelenkes windet sich ein Band zum gelenknahen Oberschenkelknochen. Sie stabilisieren, indem sie für eine Kontakterhaltung zwischen Gelenkpfanne und -kopf sorgen. Außerdem besitzt die knöcherne Gelenkpfanne ein zusätzliches Band, wodurch sie vervollständigt wird. In den Oberschenkelknochen führt noch ein Band, welches den Hüftkopf versorgt.

### Bänder außerhalb der Kapsel
- Das Ringband (Zona orbicularis) liegt wie ein Kragen um die engste Stelle des Oberschenkelknochenhalses (Collum femoris). An der Innenfläche der Gelenkkapsel ist es als deutlicher Ringwulst zu erkennen, während es außen durch die anderen Bänder, die teilweise in sie einstrahlen, verdeckt ist.
- Das Ligamentum iliofemorale („Darmbeinschenkelband“) ist mit ca. 350 kg Zugfestigkeit das stärkste Band des Körpers. Es verläuft von der vorderen unteren Beckenspitze (Spina iliaca anterior inferior) und dem Rand des Pfannendachs bis zur Linie zwischen den beiden Oberschenkelrollhügeln. Man unterteilt es in einen stärkeren Zügel, der weiter oben und parallel zur Oberschenkelknochenhalsachse verläuft (Pars transversa) und einen schwächeren Zügel, der etwas weiter unten und parallel zur Oberschenkelknochenlängsachse verläuft (Pars descendens). Gemeinsam verhindern beide Zügel ein Nach-hinten-Kippen des Beckens und stabilisieren somit die Standbeinphase, also die Streckung. Der obere Zügel hemmt zusätzlich die Auswärtsdrehung (Außenrotation), der untere Zügel hemmt die Innenwärtsdrehung (Innenrotation).
- Das Ligamentum ischiofemorale („Sitzbeinschenkelband“) verläuft vom Sitzbein zum Ansatz des oberen Zügels des Darmbeinschenkelbandes. Es strahlt außerdem in das Ringband ein. Das Sitzbeinschenkelband hemmt die Innenwärtsdrehung.
- Das Ligamentum pubofemorale („Schambeinschenkelband“) ist das schwächste der Hüftgelenksbänder. Es verläuft vom Schambein (Ramus superior ossis pubis, genauer von der Crista obturatoria und Membrana obturatoria) zum kleinen Oberschenkelrollhügel und strahlt in das Ringband und die Gelenkkapsel ein. Das Schambeinschenkelband schränkt die Abspreizbewegung (Abduktion) ein.

### Bänder innerhalb der Kapsel

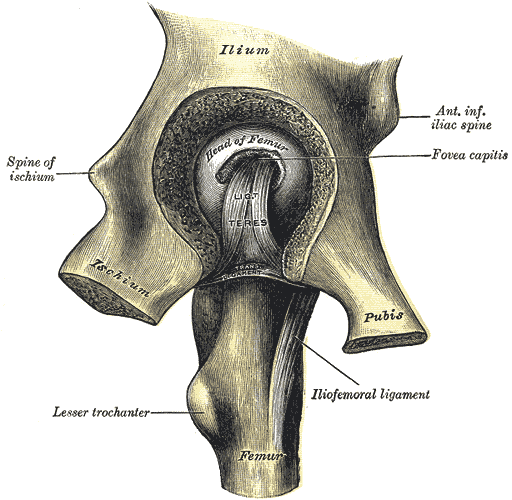
Blick von der Innenseite des Beckens auf das linke Hüftgelenk (links Poseitig, rechts Schambeiseitig). Die Hüftpfanne wurde eröffnet um den Blick auf das Oberschenkelhalsband frei zu geben

- Das Oberschenkelknochenkopfband (Ligamentum capitis femoris) verläuft von der Pfannengrube (Fossa acetabuli, genauer Incisura acetabuli) in einer kleinen Vertiefung im Oberschenkelknochenkopf (Fovea capitis femoris). Es hat keine mechanische Funktion, sondern beinhaltet eine Arterie, die den Hüftkopf versorgt (Arteria capitis femoris). Weitere Arterien, die den Hüftkopf versorgen, sind die Arteria circumflexa femoris lateralis und der Arteria circumflexa femoris medialis. Bei Pferden besitzt das Oberschenkelknochenkopfband eine Abspaltung (Ligamentum accessorium capitis femoris), welche sich am Schambein anheftet.
- Das quere Pfannenband (Ligamentum transversum acetabuli) verschließt die Lücke in der Hüftgelenkspfanne (Incisura acetabuli) und vervollständigt so die knöcherne Gelenkpfanne nach unten hin.

## Freiheitsgrade
Das Hüftgelenk ist ein Nussgelenk, welches als Unterform des Kugelgelenks alle Bewegungsrichtungen, also insgesamt drei, als Freiheitsgrade zulässt:
- Beugung: bis ca. 140°
- Streckung: bis ca. 20°
- Abspreizbewegung: bis ca. 50° (bei gestrecktem Hüftgelenk)
- Heranführungsbewegung: bis ca. 30° (bei gestrecktem Hüftgelenk)
- transversale Abspreizbewegung: bis ca. 80° (bei 90° Beugung im Hüftgelenk)
- transversale Heranführungsbewegung: bis ca. 20° (bei 90° Beugung im Hüftgelenk)
- Einwärtsdrehung: bis ca. 40° (bei gestrecktem Hüftgelenk)
- Auswärtsdrehung: bis ca. 30° (bei gestrecktem Hüftgelenk)
- Einwärtsdrehung: bis ca. 40° (bei 90° gebeugtem Hüftgelenk)
- Auswärtsdrehung: bis ca. 50° (bei 90° gebeugtem Hüftgelenk)

## Muskulatur

### Beuger (Flexoren)
Die innere Lendenmuskulatur stellen zwei Teilmuskeln des Musculus iliopsoas (Darmbeinmuskel=Musculus iliacus und großer Lendenmuskel=Musculus psoas major) dar. Sie beugen das Hüftgelenk, der Darmbeinmuskel bewirkt außerdem eine leichte Heranführungsbewegung und der große Lendenmuskel eine leichte Auswärtsdrehung. Der nur bei etwa 50 % der Menschen vorkommende kleine Lendenmuskel (Musculus psoas minor) unterstützt den großen. Bei Tieren hat er keine Wirkung auf das Hüftgelenk, da er selbständig am Darmbein ansetzt.
Weitere Beuger des Hüftgelenks sind der Schneidermuskel (Musculus sartorius), der Kammmuskel (Muskulus pectineus), der Schenkelbindenspanner oder Sprintermuskel (Musculus tensor fasciae latae) und der gerade Oberschenkelmuskel (Musculus rectus femoris).

### Strecker (Extensoren)
Der große Gesäßmuskel (Musculus gluteus maximus) ist beim Menschen der kräftigste Strecker des Hüftgelenks, bei Tieren ist dies der mittlere Gesäßmuskel (Musculus gluteus medius). Der große Gesäßmuskel bewirkt außerdem eine Auswärtsdrehung, die oberen Fasern eine Abspreizbewegung und die unteren Fasern eine Heranführungsbewegung.
Die langen Oberschenkelmuskeln: der Halbsehnenmuskel (Musculus semitendinosus), der Bizeps (Musculus biceps femoris) und der halbhäutige Muskel (Musculus semimembranosus) wirken auf das Hüftgelenk vorwiegend als Strecker.

### Abspreizer (Abduktoren)
Zu den Abduktoren der Hüfte zählen der Musculus Gluteus medius (mit allen Faseranteilen) sowie der Musculus Gluteus minimus (mit allen Faseranteilen) und der Musculus tensor fasciae latae.

### Heranführer (Adduktoren)
Die an der Innenseite des Hüftgelenks angeordneten Adduktoren: der Kammmuskel (Musculus pectineus), der lange (Musculus adductor longus), kurze (Musculus adductor brevis), große Adduktor (Musculus adductor magnus) und der schlanke Muskel (Musculus gracilis) führen den Oberschenkel an den Körper heran.

### Auswärtsdreher
Die tiefe hintere Schicht der hinteren, äußeren Hüftmuskulatur wird auch als „kleine Beckengesellschaft“ bezeichnet. Sie besteht aus den beiden Hüftlochmuskeln (Musculus obturator internus und Musculus obturator externus), den beiden Zwillingsmuskeln (Musculus gemellus superior und Musculus gemellus inferior) und dem viereckigen Oberschenkelmuskel (Musculus quadratus femoris). Alle Muskeln bewirken eine Auswärtsdrehung, ebenso der Birnenmuskel (Musculus piriformis).

### Einwärtsdreher
Der mittlere Gesäßmuskel (Musculus gluteus medius), der kleine Gesäßmuskel (Musculus gluteus minimus) sowie der Musculus tensor fasciae latae bewirken beim Menschen eine Einwärtsdrehung und Abspreizbewegung des Oberschenkels. Bei anderen Säugetieren wirken sie als Hüftgelenkstrecker.

## Erkrankungen
Haupterkrankungen des Hüftgelenkes beim Menschen sind:
- angeborene Veränderungen des Gelenkes (bei Mädchen häufiger)
- abgeflachte Hüftpfannen (Hüftdysplasie, teils entwicklungsbedingt bei Neugeborenen)
- Beugekontraktur
- Coxa vara
- Coxa valga
- Knochenbrüche (Frakturen) des Beckenknochens (Acetabulumfraktur) oder des Oberschenkelknochens
- Abnutzungen der Gelenkflächen (Hüftgelenksarthrose)
- Entzündungen des Gelenkraumes (Arthritis)
- Femurkopfnekrose
- Coxitis fugax, auch „Hüftschnupfen“ genannt
- Jugendliche Hüftkopflösung (Epiphyseolysis capitis femoris)
- Verwölbung von Hüftpfanne und -kopf (Protrusio acetabuli)

Bei Haushunden spielen vererbte Fehlbildungen des Hüftgelenkes (Hüftdysplasie des Hundes) eine große Rolle. Auch Femurkopfnekrosen kommen bei Hunden vor. Frakturen können bei allen Tieren auftreten.

## Veränderungen im Rahmen von Syndromen
Typischerweise treten Veränderungen der Patella bei nachstehenden Erkrankungen auf:
- Arthrogryposis multiplex congenita
- Trisomie 21 alle evtl. Luxation
- Epiphysäre Dysplasie
- Metaphysäre Dysplasie evtl. alle Verformung
- Kleidokraniale Dysplasie
- Rachitis
- Spondyloepiphysäre Dysplasie, Tardaform, alle Coxa vara
- Hämophilie
- Mukopolysaccharidose
- Pseudoachondroplasie fragmentierte Ossifikationskerne